# Casc de Montefortino

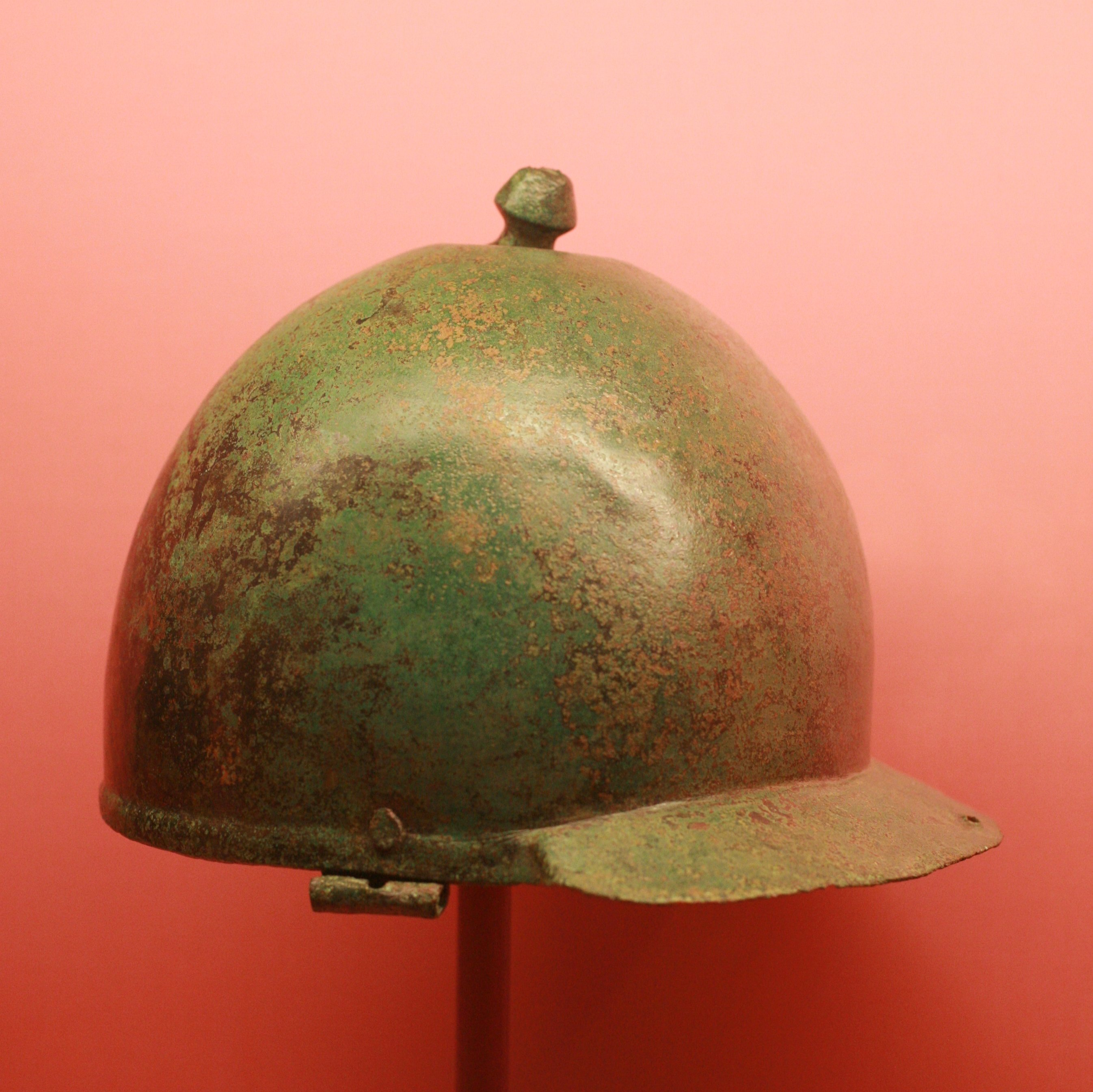
Casc de Montefortino trobat a Carnunt

El  casc de Montefortino  és un tipus de casc militar romà usat des del segle iii aC fins al Segle I. El seu nom és degut al cementiri de Montefortino a Ancona, Itàlia, on es van trobar nombrosos exemplars.